# Bajt Safáfá
Bajt Safáfá (arabsky بيت صفافا‎, hebrejsky בית צפאפא‎, Bejt Cafafa) je arabská městská čtvrť v jižní části Jeruzaléma v Izraeli, ležící ve Východním Jeruzalémě, tedy v části města, která byla okupována Izraelem v roce 1967 a začleněna do hranic města.

## Geografie
Leží v nadmořské výšce okolo 700 metrů, cca 4 kilometry jihozápadně od Starého Města. Na východě s ní sousedí administrativně samostatná vesnice Ramat Rachel a průmyslová zóna Talpijot, na severu Katamon a Pat, na severozápadě Malcha a na jihu Gilo. Na západě s ní sousedí menší arabská čtvrť Šarafát. Leží v údolí vádí Nachal Refa'im, které teče k jihozápadu a rychle se zařezává do okolní krajiny. Po dně údolí vede železniční trať Tel Aviv-Jeruzalém. Podél ní vedla Zelená linie, která do roku 1967 rozdělovala Jeruzalém.

## Dějiny
Na konci první arabsko-izraelské války byla Bajt Safáfá v zóně ovládané Arabskou legií, která obsadila také přilehlý úsek železniční tratě. V rámci dohod o příměří z roku 1949 byla severní část Bajt Safáfá s železniční tratí předána Izraeli. Bajt Safáfá tak ležela do roku 1967 z větší části vně území pod kontrolou Izraele, menší severní část při železniční trati byla v hranicích Izraele (respektive v nárazníkové zóně oddělující oblast kontroly Izraele a Jordánska. V roce 1967 byly obě části sceleny.
V čtvrti se nacházejí staré pohřební jeskyně a zbytky byzantských kostelů. Obyvatelé sem přišli z Jordánska, Egypta a Gazy. Hlavními místními rody jsou Abu Hatav, Alian a Darviš.

## Demografie
Plocha této městské části dosahuje 1577 dunamů (1,577 kilometru čtverečního). V roce 2000 tu žilo 5463 a v roce 2002 5981 obyvatel.